# The Leasowes

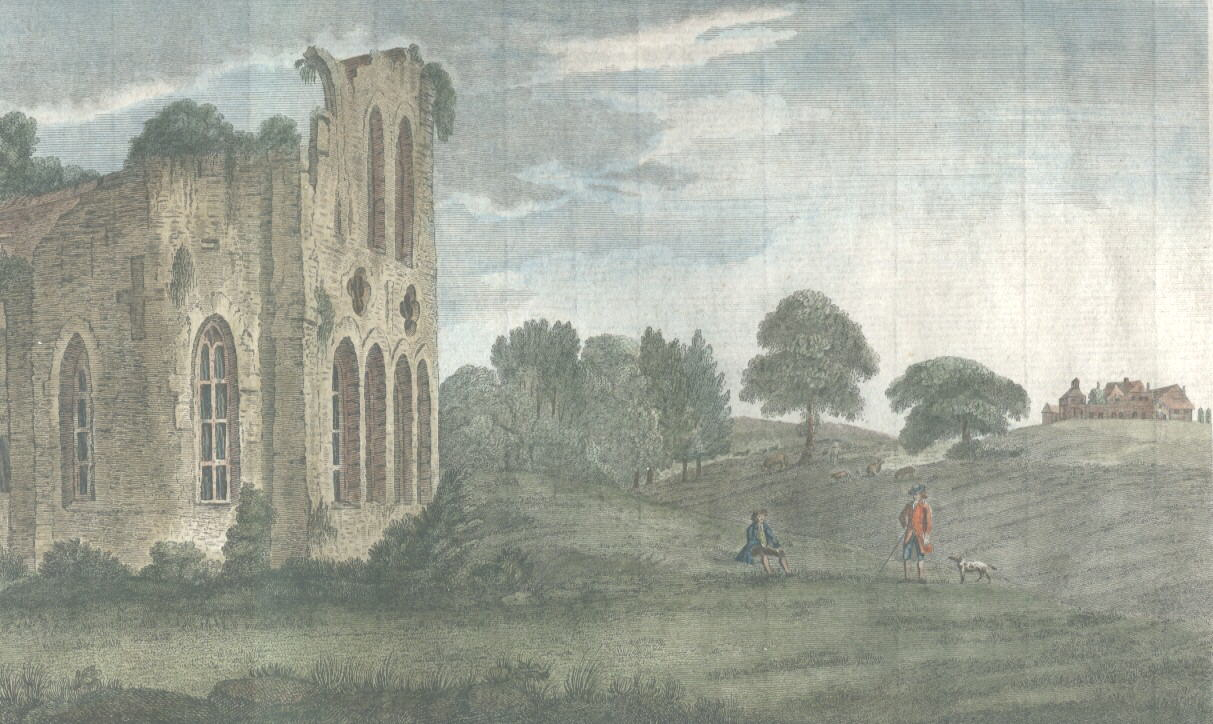
Blick von der Ruine der Halesowen Priory auf The Leasowes (oben auf der Hügelkette auf der rechten Seite). Das Bild zeigt das Haus, wie es zu Lebzeiten von William Shenstone war.

The Leasowes ist ein 57 Hektar großes Anwesen mit Landhaus in Halesowen, das ursprünglich in der englischen Grafschaft Shropshire lag. Heute gehört es zum Verwaltungsbezirk West Midlands. Das Parkland hat English Heritage als Park I. Grades im Register of Parks and Gardens gelistet. Dort residiert auch der Halesowen Golf Club. Der Name „The Leasowes“ bedeutet im Deutschen „Raues Weideland“.

## Shenstone (1743–1763)

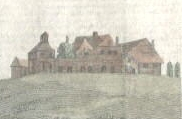
Das Haus zu Lebzeiten von William Shenstone

Der vom Dichter William Shenstone zwischen 1743 und 1763 angelegte Garten, eine Ornamental Farm, gehört zu den meistbewunderten Exemplaren des englischen Landschaftsgartens. Seine Bedeutung liegt in seiner Einfachheit und kompromisslos bäuerlichen Erscheinung. Thomas Whately preist ihn in Kapitel LII seiner Observations on Modern Gardening von 1770:

„Die Ideen der ‚Pastoralpoesie‘ scheinen jetzt der Standard dieser Einfachheit zu sein; und für ein Ort, der in sie verwandelt werden kann, hält man einen Bauernhof in seiner äußersten Reinheit. Eine Anmutung davon floss offensichtlich in die Gestaltung von ‚The Leasowes‘ ein, wo sie so lieblich erscheint, dass sie die Erinnerung an ihren Gestalter teuer macht und den Ruf von Mr Shenstone bestätigt (…) ein jeder Teil ist bäuerlich und natürlich. Es ist buchstäblich ein Weidebauernhof, der rund um das Haus angelegt worden ist, und ein Weg, so ungeziert und so ungeschmückt wie ein gewöhnlicher Feldweg ist durch ein verschiedenen Einfriedungen geführt.“

Nach dieser Passage führt Whately jedes Detail des Parks aus.

## Horne (1763–1789)

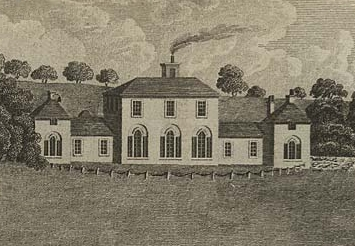
The Leasowes um 1776. Diese Gravierung zeigt ein kleines Landhaus, das 1776 für Edward Horne gebaut wurde. Horne ließ Shenstones Haus abreißen und ein kleines Landhaus an derselben Stelle errichten.

Shenstone starb 1763. Haus und Anwesen kaufte Edward Horne, der Shenstones Haus abreißen und ein neues an derselben Stelle bauen ließ, das um 1776 fertiggestellt wurde. Er ließ auch einen eingefriedeten Garten und ein beheizbares Gewächshaus anlegen.

### Besuch von Adams und Jefferson
Der Universalgelehrte Thomas Jefferson, der spätere dritte Präsident der Vereinigten Staaten, besuchte im April 1786 The Leasowes (damals in Händen von Edward Horne) auf seiner Tour durch englische Gärten, wobei er sich von Whatelys Traktat bei jedem Schritt seines Weges führen ließ. Ihn begleitete sein enger Freund und künftige zweite Präsident der Vereinigten Staaten, John Adams.
Adams schrieb in sein Tagebuch:

„Stowe House, Hagley Hall und Blenheim Palace sind superb; Woburn Abbey, Caversham Park und The Leasowes sind wundervoll. Wotton House ist sowohl großartig als auch elegant, wenn auch vernachlässigt. (…) Shenstones Leasowes ist das einfachste und simpelste, aber auch das bäuerlichste von allen. Ich habe noch keinen so kleinen Fleck gesehen, auf dem eine solche Vielfalt von Schönheiten gezeigt wurde.“

Jeffersons engagierteren und mehr hinterfragenden Aufzeichnungen in seinen Notes of a Tour of English Gardens liefern einige zusätzliche Hintergrundinformationen:

„Leasowes. In Shropshire. Heute Eigentum von Mr. Horne durch Kauf. 150. as. innerhalb des Weges. Die Wasserflächen klein. Dies ist nicht einmal eine Ornamental Farm. Es ist nur ein Weidebauernhof mit Fußweg darum. Hier und da ein Sitz aus Brettern, kaum etwas Besseres. Architektur hat nichts beigesteuert. Der Obelisk ist aus Ziegeln. Shenstone hatte nur £ 300 pro Jahr und hat sich selbst mit dem ruiniert, was er mit diesem Bauernhof gemacht hat. Man sagt, dass er an den Sorgen verstorben ist, die ihm seine Schulden gemacht haben. Der Teil neben der Straße ist rote Erde, die Erde in den anderen Teilen ist grau. Die erste und die zweite Kaskade sind wunderschön. Die Landschaft bei Nr. 18 und die Aussicht bei Nr. 32 sind schön. Der Weg durch den Wald ist schattig und gefällig. Der gesamte Aussichtswinkel könnte 90° betragen. Viele der Inschriften sind verloren.“

## Spätere Eigner und Entwicklungen

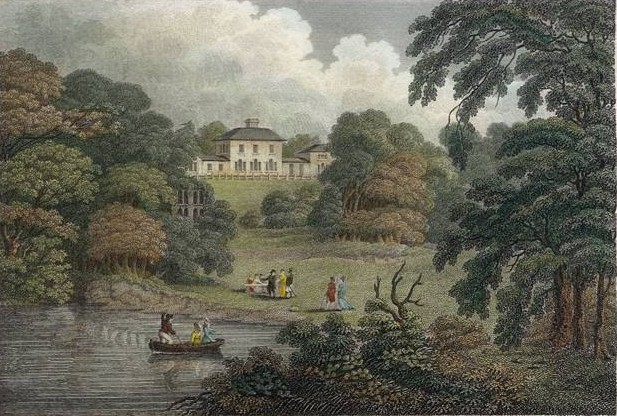
Park und Haus Anfang des 19. Jahrhunderts, als das Anwesen Charles Hamilton gehörte.

1789 verkaufte Edward Horne das Anwesen an Major Francis Halliday, der Haus und Park wesentlich erweitern ließ. Er ließ den steinernen Portikus an Eingang des Hauses anbringen und eine Folly-Einsiedelei im Hochwald errichten, die mit „bunten Glasfenstern, Hochofenschlacke, Kuhknochen, Pferdezähnen usw.“ dekoriert war. (Dies kam nicht an Shenstones Parkgestaltung heran.)
Halliday starb 1794 im Alter von 45 Jahren. Im Juni 1795 erwarb Edward Butler Hartopp das Anwesen und hielt es bis Juli 1800. Dann wurde es Charles Hamilton übertragen und, als er 1807 insolvent wurde, fiel es in die Hände von Matthias Attwood, der, anders als die Eigner vor ihm, keinerlei Anstrengungen unternahm, Shenstones Parkdetails zu erhalten. In den 1820er-Jahren war das Parkgrundstück in ein „Stadium der Ruinen und Vernachlässigung“ gefallen.

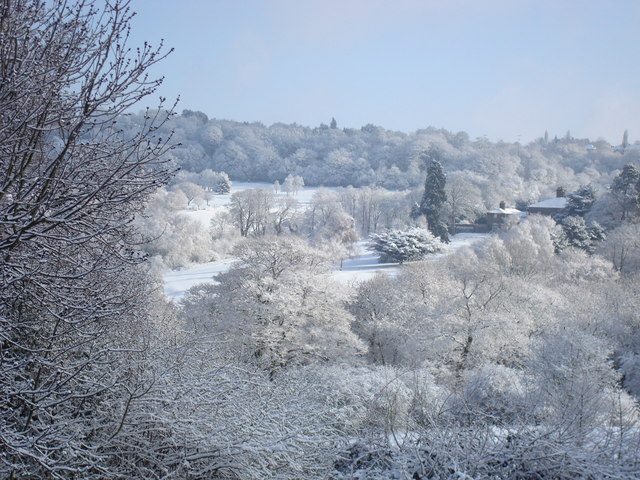
Park und Haus (Mitte rechts, verdeckt von Bäumen) im April 2008

Das Haus ist, obwohl architektonisch nicht besonders erwähnenswert, von English Heritage als historisches Bauwerk I. Grades gelistet, um seiner Verbindung zu Shenstone und seiner Bedeutung in der Geschichte der Landschaftsgärtnerei gerecht zu werden. Von 1897 bis 1907 war dort das Anstey College of Physical Education untergebracht. Ein Teil des Anwesens wurde 1906 von Halesowen Golf Club erworben. Das Halesowen Council (später Dudley Metropolitan Borough Council) kaufte The Leasowes 1934 und verwaltet es seitdem als öffentlichen Park, wobei ein Teil an den Halesowen Golf Club verpachtet ist. Die Restaurierung des seit Shenstones Tod vernachlässigten Landschaftsgartens aus dem 18. Jahrhundert begann im Mai 2008 und war im Januar 2009 (einige Monate früher als geplant) abgeschlossen. Die Restaurierung umfasste die Schaffung eines langgestreckten Sees im nicht mehr benutzten Lapal Canal, der zwischen erdgefüllten Ufern 20 Meter oberhalb des Beaches Pool auf der Südseite des Parks verläuft.